# Santa Maria Regina Carmeli
Santa Maria Regina Carmeli é uma capela monástica privada localizada na Via del Casaletto, 564, no quartiere Gianicolense de Roma. Parte do Monastero Regina Carmeli, de freiras carmelitas descalças, é dedicada a Nossa Senhora do Carmo.

## História
Esta capela é privada e pertence a um convento de freiras carmelitas descalças polonesas que vivem em clausura, conhecidas como "Freiras Carmelitas Descalças da Ordem da Virgem Maria do Monte Carmelo".
Esta ordem foi re-estabelecida na Polônia no século XIX com a ajuda de comunidades belgas sob a liderança de madre Jadwiga Wielhorska, conhecida em italiano como Edwiga della Croce. A comunidade se estabeleceu originalmente em Posen, na Prússia (moderna Poznań), mas foi expulsa em 1875. As irmãs se refugiaram em Cracóvia, onde sobreviveu depois de muitas tribulações.
A sede romana foi uma iniciativa da própria Jadwiga, que comprou a igreja e o convento de Santa Brigida a Campo de'Fiori em 1889 e pagou por uma reforma completa com sua própria fortuna. As freiras permaneceram no local até 1930, quando as carmelitas se mudaram e o complexo foi devolvido para as freiras brigitinas, proprietárias anteriores. Nesse ínterim, as irmãs construíram um novo convento na atual igreja de San Luigi Gonzaga, no quartiere Parioli, uma obra iniciada em 1929 e terminada no ano seguinte. 
Na época, a região estava começando seu desenvolvimento imobiliário e o convento era rodeado por campos numa área rural. Porém, a partir de meados do século XX, toda a região à volta do convento foi ocupada por blocos de apartamentos com vista para o convento a partir de todos os lados. Esta questão se tornou um problema sério para as freiras, pois a clausura exigia que as freiras não deixassem o local exceto em caso de emergência e o pequeno jardim perdeu completamente sua privacidade. Por conta disto, elas decidiram construir um novo convento num local mais adequado, uma obra terminada em 1957. 
A capela é totalmente privada e não é acessível ao público.

## Descrição
O mosteiro é a sede de uma grande propriedade com amplos jardins e fica separado da rua por um grande muro. A distribuição dos blocos é tradicional. A área da clausura tem quatro alas à volta do claustro com um jardim no centro formando um quadrado. Todos os blocos com telhados inclinados. Adjacente à ala mais oriental está um bloco externo paralelo de teto plano fora da clausura que tem a função de ser a interface com o mundo externo. No canto nordeste do complexo fica a capela, separada do convento por uma continuação da ala externa no fundo. Do outro lado dela, mais ao norte, está a ala da sacristia.
A planta da capela é baseada em dois quadrados perfeitos, um maior para a nave e outro menor para o presbitério.
Na frente da fachada está uma pequena varanda com lados ligeiramente inclinados para dentro e um teto com duas águas. Ela abriga duas portas adjacentes com topos em "V" invertido acima das quais está uma escultura em relevo do brasão das carmelitas. Acima desta varanda está uma janela baseada num dodecaedro contendo um conjunto complexo de montantes baseados num padrão hexagonal.